# Fed Cup 2019 Spareggi Gruppo Mondiale II
Gli spareggi per il Gruppo Mondiale II 2019 sono gli spareggi che collegano il Gruppo Mondiale II e i gruppi zonali (rispettivamente il secondo e terzo livello di competizione) della Fed Cup 2019.
Le 4 squadre sconfitte nel Gruppo Mondiale II hanno disputato i play-off contro le 4 squadre qualificate dai rispettivi gruppi zonali. Le vincitrici vengono incluse nel Gruppo Mondiale II della successiva edizione, le sconfitte vengono retrocesse nei gruppi zonali.

## Accoppiamenti
Le partite si sono disputate il 20 e il 21 aprile 2019.
- Russia vs  Italia
- Giappone vs  Paesi Bassi
- Gran Bretagna vs  Kazakistan
- Slovacchia vs  Brasile

## Russia vs. Italia
| Russia 4 | CSKA Sports Complex, Mosca, Russia 20-21 aprile 2019 Terra rossa (indoor) | CSKA Sports Complex, Mosca, Russia 20-21 aprile 2019 Terra rossa (indoor) | Italia 0 |      |      |             |
| \| \| \| \| 1 \| 2 \| 3 \| \| \| - \| \| -------------------------------------------------------------- \| ---- \| ---- \| ---- \| ----------- \| \| 1 \| \| Anastasia Potapova Martina Trevisan \| 2 6 \| 6 3 \| 6 1 \| \| \| 2 \| \| Anastasia Pavlyuchenkova Jasmine Paolini \| 7 64 \| 7 65 \| \| \| \| 3 \| \| Anastasia Pavlyuchenkova Martina Trevisan \| 6 4 \| 6 3 \| \| \| \| 4 \| \| Anastasia Potapova Jasmine Paolini \| \| \| \| non giocato \| \| 5 \| \| Vlada Koval / Anastasia Potapova Sara Errani / Jasmine Paolini \| 4 6 \| 6 3 \| 10 7 \| \| |                                                                           |                                                                           |          |      |      |             |
| |                                                                           |                                                                           | 1        | 2    | 3    |             |
| 1 | Russia (bandiera) · Italia (bandiera)                                     | Anastasia Potapova Martina Trevisan                                       | 2 6      | 6 3  | 6 1  |             |
| 2 | Russia (bandiera) · Italia (bandiera)                                     | Anastasia Pavlyuchenkova Jasmine Paolini                                  | 7 64     | 7 65 |      |             |
| 3 | Russia (bandiera) · Italia (bandiera)                                     | Anastasia Pavlyuchenkova Martina Trevisan                                 | 6 4      | 6 3  |      |             |
| 4 | Russia (bandiera) · Italia (bandiera)                                     | Anastasia Potapova Jasmine Paolini                                        |          |      |      | non giocato |
| 5 | Russia (bandiera) · Italia (bandiera)                                     | Vlada Koval / Anastasia Potapova Sara Errani / Jasmine Paolini            | 4 6      | 6 3  | 10 7 |             |

## Giappone vs. Paesi Bassi
| Giappone 4 | Utsubo Tennis Center, Osaka, Giappone 20-21 aprile 2019 Cemento | Utsubo Tennis Center, Osaka, Giappone 20-21 aprile 2019 Cemento | Paesi Bassi 0 |     |      |             |
| \| \| \| \| 1 \| 2 \| 3 \| \| \| - \| \| -------------------------------------------------------- \| --- \| --- \| ---- \| ----------- \| \| 1 \| \| Misaki Doi Richèl Hogenkamp \| 6 3 \| 6 4 \| \| \| \| 2 \| \| Nao Hibino Bibiane Schoofs \| 6 1 \| 6 2 \| \| \| \| 3 \| \| Misaki Doi Bibiane Schoofs \| 6 3 \| 6 2 \| \| \| \| 4 \| \| Nao Hibino Richèl Hogenkamp \| \| \| \| non giocato \| \| 5 \| \| Shūko Aoyama / Eri Hozumi Lesley Kerkhove / Demi Schuurs \| 6 3 \| 3 6 \| 10 6 \| \| |                                                                 |                                                                 |               |     |      |             |
| |                                                                 |                                                                 | 1             | 2   | 3    |             |
| 1 | Giappone (bandiera) · Paesi Bassi (bandiera)                    | Misaki Doi Richèl Hogenkamp                                     | 6 3           | 6 4 |      |             |
| 2 | Giappone (bandiera) · Paesi Bassi (bandiera)                    | Nao Hibino Bibiane Schoofs                                      | 6 1           | 6 2 |      |             |
| 3 | Giappone (bandiera) · Paesi Bassi (bandiera)                    | Misaki Doi Bibiane Schoofs                                      | 6 3           | 6 2 |      |             |
| 4 | Giappone (bandiera) · Paesi Bassi (bandiera)                    | Nao Hibino Richèl Hogenkamp                                     |               |     |      | non giocato |
| 5 | Giappone (bandiera) · Paesi Bassi (bandiera)                    | Shūko Aoyama / Eri Hozumi Lesley Kerkhove / Demi Schuurs        | 6 3           | 3 6 | 10 6 |             |

## Gran Bretagna vs. Kazakistan
| Gran Bretagna 3 | Copper Box, Londra, Regno Unito 20-21 aprile 2019 Cemento (indoor) | Copper Box, Londra, Regno Unito 20-21 aprile 2019 Cemento (indoor) | Kazakistan 1 |     |     |             |
| \| \| \| \| 1 \| 2 \| 3 \| \| \| - \| \| --------------------------------------------------------------- \| ---- \| --- \| --- \| ----------- \| \| 1 \| \| Johanna Konta Zarina Diyas \| 4 6 \| 6 3 \| 6 2 \| \| \| 2 \| \| Katie Boulter Yulia Putintseva \| 6 3 \| 2 6 \| 6 7 \| \| \| 3 \| \| Johanna Konta Yulia Putintseva \| 4 6 \| 6 2 \| 7 5 \| \| \| 4 \| \| Katie Boulter Zarina Diyas \| 61 7 \| 6 4 \| 6 1 \| \| \| 5 \| \| Heather Watson / Harriet Dart Anna Danilina / Galina Voskoboeva \| \| \| \| non giocato \| |                                                                    |                                                                    |              |     |     |             |
| |                                                                    |                                                                    | 1            | 2   | 3   |             |
| 1 | Gran Bretagna (bandiera) · Kazakistan (bandiera)                   | Johanna Konta Zarina Diyas                                         | 4 6          | 6 3 | 6 2 |             |
| 2 | Gran Bretagna (bandiera) · Kazakistan (bandiera)                   | Katie Boulter Yulia Putintseva                                     | 6 3          | 2 6 | 6 7 |             |
| 3 | Gran Bretagna (bandiera) · Kazakistan (bandiera)                   | Johanna Konta Yulia Putintseva                                     | 4 6          | 6 2 | 7 5 |             |
| 4 | Gran Bretagna (bandiera) · Kazakistan (bandiera)                   | Katie Boulter Zarina Diyas                                         | 61 7         | 6 4 | 6 1 |             |
| 5 | Gran Bretagna (bandiera) · Kazakistan (bandiera)                   | Heather Watson / Harriet Dart Anna Danilina / Galina Voskoboeva    |              |     |     | non giocato |

## Slovacchia vs. Brasile
| Slovacchia 3 | Aegon Arena, Bratislava, Slovacchia 20-21 aprile 2019 Terra rossa (indoor) | Aegon Arena, Bratislava, Slovacchia 20-21 aprile 2019 Terra rossa (indoor)  | Brasile 1 |     |   |             |
| \| \| \| \| 1 \| 2 \| 3 \| \| \| - \| \| --------------------------------------------------------------------------- \| ---- \| --- \| - \| ----------- \| \| 1 \| \| Dominika Cibulková Carolina Meligeni Alves \| 6 1 \| 6 1 \| \| \| \| 2 \| \| Viktória Kužmová Beatriz Haddad Maia \| 6 3 \| 6 3 \| \| \| \| 3 \| \| Dominika Cibulková Beatriz Haddad Maia \| 7 63 \| 6 0 \| \| \| \| 4 \| \| Viktória Kužmová Carolina Meligeni Alves \| \| \| \| non giocato \| \| 5 \| \| Viktória Kužmová / Rebecca Šramková Carolina Meligeni Alves / Luisa Stefani \| 1 6 \| 3 6 \| \| \| |                                                                            |                                                                             |           |     |   |             |
| |                                                                            |                                                                             | 1         | 2   | 3 |             |
| 1 | Slovacchia (bandiera) · Brasile (bandiera)                                 | Dominika Cibulková Carolina Meligeni Alves                                  | 6 1       | 6 1 |   |             |
| 2 | Slovacchia (bandiera) · Brasile (bandiera)                                 | Viktória Kužmová Beatriz Haddad Maia                                        | 6 3       | 6 3 |   |             |
| 3 | Slovacchia (bandiera) · Brasile (bandiera)                                 | Dominika Cibulková Beatriz Haddad Maia                                      | 7 63      | 6 0 |   |             |
| 4 | Slovacchia (bandiera) · Brasile (bandiera)                                 | Viktória Kužmová Carolina Meligeni Alves                                    |           |     |   | non giocato |
| 5 | Slovacchia (bandiera) · Brasile (bandiera)                                 | Viktória Kužmová / Rebecca Šramková Carolina Meligeni Alves / Luisa Stefani | 1 6       | 3 6 |   |             |